# Gowdanahalli, Chintamani
Gowdanahalli là một làng thuộc tehsil Chintamani, huyện Kolar, bang Karnataka, Ấn Độ.